# اس‌ام‌اس زیرینن
اس‌ام‌اس زاهرینجن (به انگلیسی: SMS Zähringen) یک کشتی بود که طول آن ۱۲۶٫۸ متر (۴۱۶ فوت ۰ اینچ) بود. این کشتی در سال ۱۹۰۱ ساخته شد.